# 風の国温泉
風の国温泉（かぜのくにおんせん）は、島根県江津市（旧国石見国）にある温泉（名称：「KAZENOKUNI IWAMI RESORT ＆ STAYS」）。

## 泉質
- アルカリ性単純温泉

## 温泉街
一軒宿の「風の国」が存在する。一軒宿といっても、温泉リゾートの佇まいである。
標高230メートルの小高い土地に約33ヘクタールの広大な敷地内に施設が点在している。
貸切コテージやバーベキュー施設、屋内テニスコートなど、いろいろな施設が存在する。
また、石州和紙の中のひとつ「勝地半紙」の紙漉き体験も出来る。

## 歴史
1992年2月開湯。ボーリングを実施して源泉を開発した。

## アクセス
- 鉄道：三江線川戸駅よりタクシーで約20分。
- 自家用車：浜田自動車道旭ICより約7分。